# پایرگوس
پایرگوس (به لاتین: Pyrgos, Cyprus) یک منطقهٔ مسکونی در قبرس است که در ناحیه نیکوزیا واقع شده‌است.

## خصوصیات
پایرگوس  ۱٬۱۵۰ نفر جمعیت دارد.